# Wuerhosaurus
Wuerhosaurus (il cui nome significa "lucertola di Wuerho") è un genere estinto di dinosauro ornithischio stegosauride vissuto nel Cretaceo inferiore (Hauteriviano), in Cina e in Mongolia. Il genere contiene due specie: la specie tipo W. homheni dalla Cina, e W. ordosensis dalla Mongolia. Wuerhosaurus rappresenta uno degli ultimi generi di stegosauri sopravvissuti fino al Cretaceo inferiore, mentre molti altri generi, come il famoso Stegosaurus si estinsero alla fine del Giurassico.

## Descrizione
Wuerhosaurus homheni era probabilmente un animale dal corpo largo. Gregory S. Paul, nel 2016, ne stimò la lunghezza a 7 metri (23 piedi), per un peso di 4 tonnellate. Tuttavia, essendo state ritrovate solo poche ossa sparse, è difficile ricostruire l'anatomia esatta dell'animale. Infatti, inizialmente si pensava che le sue placche dorsali fossero molto più basse, arrotondate e decisamente allungate rispetto agli altri stegosauridi, tuttavia Maidment scoprì in seguito che tale ricostruzione era errata poiché le placche erano in realtà rotte: la loro forma è tuttora sconosciuta. La specie W. homheni aveva pelvi la cui parte frontale dell'ilio si allargava fortemente verso l'esterno, indicando che l'animale aveva una pancia molto ampia. Le spine neurali alla base della coda erano eccezionalmente alte.
La specie W. ordosensis era più piccola della specie tipo, con una lunghezza stimata di 5 metri (16 piedi), per un peso di 1,2 tonnellate. Anch'essa aveva un bacino ampio, ma le spine neurali erano più corte. Tuttavia, sembra che il collo fosse relativamente lungo.

## Classificazione

### Filogenesi
Wuerhosaurus fa parte della famiglia Stegosauridae, di cui è uno dei taxa più derivati, essendo strettamente imparentato con Dacentrurus e Hesperosaurus, o con Hesperosaurus e Stegosaurus, a seconda dell'analisi filogenetica. Carpenter et al. (2001) classificarono Wuerhosaurus alla base di stegosauridae, insieme con Hesperosaurus e Dacentrurus. Escaso et al. (2007), lo classificarono sempre come imparentato con Hesperosaurus, ma basale al clado di Lexovisaurus e Stegosaurus. Maidment et al. (2008) recuperarono un diverso posizionamento di Wuerhosaurus in un clado di Stegosaurinae derivati, più strettamente imparentato con Hesperosaurus e poi con Stegosaurus.
Più recentemente, Maidment (2017) ha elaborato le sue precedenti analisi, classificando Wuerhosaurus come più vicino a Stegosaurus, che a Hesperosaurus che sembra essere maggiormente legato a Miragaia. Questi risultati sono mostrati di seguito:
|  | Huayangosaurus taibaii         |
|  |                                |
|  | Chungkingosaurus jiangbeiensis |
|  |                                |

|  | Tuojiangosaurus multispinus |
|  |                             |
|  | Paranthodon africanus       |
|  |                             |

|  | Huayangosaurus taibaii         |
|  |                                |
|  | Chungkingosaurus jiangbeiensis |
|  |                                |

|  | Tuojiangosaurus multispinus |
|  |                             |
|  | Paranthodon africanus       |
|  |                             |

|  | Hesperosaurus mjosi  |
|  |                      |
|  | Miragaia longicollum |
|  |                      |

|  | Stegosaurus stenops  |
|  |                      |
|  | Wuerhosaurus homheni |
|  |                      |

|  | Hesperosaurus mjosi  |
|  |                      |
|  | Miragaia longicollum |
|  |                      |

|  | Stegosaurus stenops  |
|  |                      |
|  | Wuerhosaurus homheni |
|  |                      |

|  | Hesperosaurus mjosi  |
|  |                      |
|  | Miragaia longicollum |
|  |                      |

|  | Stegosaurus stenops  |
|  |                      |
|  | Wuerhosaurus homheni |
|  |                      |

|  | Hesperosaurus mjosi  |
|  |                      |
|  | Miragaia longicollum |
|  |                      |

|  | Stegosaurus stenops  |
|  |                      |
|  | Wuerhosaurus homheni |
|  |                      |

|  | Hesperosaurus mjosi  |
|  |                      |
|  | Miragaia longicollum |
|  |                      |

|  | Stegosaurus stenops  |
|  |                      |
|  | Wuerhosaurus homheni |
|  |                      |

|  | Hesperosaurus mjosi  |
|  |                      |
|  | Miragaia longicollum |
|  |                      |

|  | Stegosaurus stenops  |
|  |                      |
|  | Wuerhosaurus homheni |
|  |                      |

|  | Hesperosaurus mjosi  |
|  |                      |
|  | Miragaia longicollum |
|  |                      |

|  | Stegosaurus stenops  |
|  |                      |
|  | Wuerhosaurus homheni |
|  |                      |

|  | Hesperosaurus mjosi  |
|  |                      |
|  | Miragaia longicollum |
|  |                      |

|  | Stegosaurus stenops  |
|  |                      |
|  | Wuerhosaurus homheni |
|  |                      |

|  | Hesperosaurus mjosi  |
|  |                      |
|  | Miragaia longicollum |
|  |                      |

|  | Stegosaurus stenops  |
|  |                      |
|  | Wuerhosaurus homheni |
|  |                      |

|  | Hesperosaurus mjosi  |
|  |                      |
|  | Miragaia longicollum |
|  |                      |

|  | Stegosaurus stenops  |
|  |                      |
|  | Wuerhosaurus homheni |
|  |                      |

|  | Hesperosaurus mjosi  |
|  |                      |
|  | Miragaia longicollum |
|  |                      |

|  | Stegosaurus stenops  |
|  |                      |
|  | Wuerhosaurus homheni |
|  |                      |

|  | Hesperosaurus mjosi  |
|  |                      |
|  | Miragaia longicollum |
|  |                      |

|  | Stegosaurus stenops  |
|  |                      |
|  | Wuerhosaurus homheni |
|  |                      |

|  | Hesperosaurus mjosi  |
|  |                      |
|  | Miragaia longicollum |
|  |                      |

|  | Stegosaurus stenops  |
|  |                      |
|  | Wuerhosaurus homheni |
|  |                      |

|  | Hesperosaurus mjosi  |
|  |                      |
|  | Miragaia longicollum |
|  |                      |

|  | Stegosaurus stenops  |
|  |                      |
|  | Wuerhosaurus homheni |
|  |                      |

|  | Hesperosaurus mjosi  |
|  |                      |
|  | Miragaia longicollum |
|  |                      |

|  | Stegosaurus stenops  |
|  |                      |
|  | Wuerhosaurus homheni |
|  |                      |

|  | Hesperosaurus mjosi  |
|  |                      |
|  | Miragaia longicollum |
|  |                      |

|  | Stegosaurus stenops  |
|  |                      |
|  | Wuerhosaurus homheni |
|  |                      |

|  | Hesperosaurus mjosi  |
|  |                      |
|  | Miragaia longicollum |
|  |                      |

|  | Stegosaurus stenops  |
|  |                      |
|  | Wuerhosaurus homheni |
|  |                      |

|  | Hesperosaurus mjosi  |
|  |                      |
|  | Miragaia longicollum |
|  |                      |

|  | Stegosaurus stenops  |
|  |                      |
|  | Wuerhosaurus homheni |
|  |                      |

|  | Hesperosaurus mjosi  |
|  |                      |
|  | Miragaia longicollum |
|  |                      |

|  | Stegosaurus stenops  |
|  |                      |
|  | Wuerhosaurus homheni |
|  |                      |

|  | Hesperosaurus mjosi  |
|  |                      |
|  | Miragaia longicollum |
|  |                      |

|  | Stegosaurus stenops  |
|  |                      |
|  | Wuerhosaurus homheni |
|  |                      |

|  | Hesperosaurus mjosi  |
|  |                      |
|  | Miragaia longicollum |
|  |                      |

|  | Stegosaurus stenops  |
|  |                      |
|  | Wuerhosaurus homheni |
|  |                      |

|  | Hesperosaurus mjosi  |
|  |                      |
|  | Miragaia longicollum |
|  |                      |

|  | Stegosaurus stenops  |
|  |                      |
|  | Wuerhosaurus homheni |
|  |                      |

|  | Hesperosaurus mjosi  |
|  |                      |
|  | Miragaia longicollum |
|  |                      |

|  | Stegosaurus stenops  |
|  |                      |
|  | Wuerhosaurus homheni |
|  |                      |

|  | Hesperosaurus mjosi  |
|  |                      |
|  | Miragaia longicollum |
|  |                      |

|  | Stegosaurus stenops  |
|  |                      |
|  | Wuerhosaurus homheni |
|  |                      |

|  | Hesperosaurus mjosi  |
|  |                      |
|  | Miragaia longicollum |
|  |                      |

|  | Stegosaurus stenops  |
|  |                      |
|  | Wuerhosaurus homheni |
|  |                      |

|  | Hesperosaurus mjosi  |
|  |                      |
|  | Miragaia longicollum |
|  |                      |

|  | Stegosaurus stenops  |
|  |                      |
|  | Wuerhosaurus homheni |
|  |                      |

|  | Hesperosaurus mjosi  |
|  |                      |
|  | Miragaia longicollum |
|  |                      |

|  | Stegosaurus stenops  |
|  |                      |
|  | Wuerhosaurus homheni |
|  |                      |

|  | Hesperosaurus mjosi  |
|  |                      |
|  | Miragaia longicollum |
|  |                      |

|  | Stegosaurus stenops  |
|  |                      |
|  | Wuerhosaurus homheni |
|  |                      |

|  | Hesperosaurus mjosi  |
|  |                      |
|  | Miragaia longicollum |
|  |                      |

|  | Stegosaurus stenops  |
|  |                      |
|  | Wuerhosaurus homheni |
|  |                      |

|  | Hesperosaurus mjosi  |
|  |                      |
|  | Miragaia longicollum |
|  |                      |

|  | Stegosaurus stenops  |
|  |                      |
|  | Wuerhosaurus homheni |
|  |                      |

|  | Hesperosaurus mjosi  |
|  |                      |
|  | Miragaia longicollum |
|  |                      |

|  | Stegosaurus stenops  |
|  |                      |
|  | Wuerhosaurus homheni |
|  |                      |

|  | Hesperosaurus mjosi  |
|  |                      |
|  | Miragaia longicollum |
|  |                      |

|  | Stegosaurus stenops  |
|  |                      |
|  | Wuerhosaurus homheni |
|  |                      |

|  | Hesperosaurus mjosi  |
|  |                      |
|  | Miragaia longicollum |
|  |                      |

|  | Stegosaurus stenops  |
|  |                      |
|  | Wuerhosaurus homheni |
|  |                      |

|  | Hesperosaurus mjosi  |
|  |                      |
|  | Miragaia longicollum |
|  |                      |

|  | Stegosaurus stenops  |
|  |                      |
|  | Wuerhosaurus homheni |
|  |                      |

|  | Hesperosaurus mjosi  |
|  |                      |
|  | Miragaia longicollum |
|  |                      |

|  | Stegosaurus stenops  |
|  |                      |
|  | Wuerhosaurus homheni |
|  |                      |

|  | Hesperosaurus mjosi  |
|  |                      |
|  | Miragaia longicollum |
|  |                      |

|  | Stegosaurus stenops  |
|  |                      |
|  | Wuerhosaurus homheni |
|  |                      |

|  | Hesperosaurus mjosi  |
|  |                      |
|  | Miragaia longicollum |
|  |                      |

|  | Stegosaurus stenops  |
|  |                      |
|  | Wuerhosaurus homheni |
|  |                      |

|  | Hesperosaurus mjosi  |
|  |                      |
|  | Miragaia longicollum |
|  |                      |

|  | Stegosaurus stenops  |
|  |                      |
|  | Wuerhosaurus homheni |
|  |                      |

|  | Hesperosaurus mjosi  |
|  |                      |
|  | Miragaia longicollum |
|  |                      |

|  | Stegosaurus stenops  |
|  |                      |
|  | Wuerhosaurus homheni |
|  |                      |

|  | Hesperosaurus mjosi  |
|  |                      |
|  | Miragaia longicollum |
|  |                      |

|  | Stegosaurus stenops  |
|  |                      |
|  | Wuerhosaurus homheni |
|  |                      |

|  | Hesperosaurus mjosi  |
|  |                      |
|  | Miragaia longicollum |
|  |                      |

|  | Stegosaurus stenops  |
|  |                      |
|  | Wuerhosaurus homheni |
|  |                      |

|  | Hesperosaurus mjosi  |
|  |                      |
|  | Miragaia longicollum |
|  |                      |

|  | Stegosaurus stenops  |
|  |                      |
|  | Wuerhosaurus homheni |
|  |                      |

|  | Hesperosaurus mjosi  |
|  |                      |
|  | Miragaia longicollum |
|  |                      |

|  | Stegosaurus stenops  |
|  |                      |
|  | Wuerhosaurus homheni |
|  |                      |

|  | Hesperosaurus mjosi  |
|  |                      |
|  | Miragaia longicollum |
|  |                      |

|  | Stegosaurus stenops  |
|  |                      |
|  | Wuerhosaurus homheni |
|  |                      |

|  | Hesperosaurus mjosi  |
|  |                      |
|  | Miragaia longicollum |
|  |                      |

|  | Stegosaurus stenops  |
|  |                      |
|  | Wuerhosaurus homheni |
|  |                      |

|  | Hesperosaurus mjosi  |
|  |                      |
|  | Miragaia longicollum |
|  |                      |

|  | Stegosaurus stenops  |
|  |                      |
|  | Wuerhosaurus homheni |
|  |                      |

|  | Hesperosaurus mjosi  |
|  |                      |
|  | Miragaia longicollum |
|  |                      |

|  | Stegosaurus stenops  |
|  |                      |
|  | Wuerhosaurus homheni |
|  |                      |

|  | Hesperosaurus mjosi  |
|  |                      |
|  | Miragaia longicollum |
|  |                      |

|  | Stegosaurus stenops  |
|  |                      |
|  | Wuerhosaurus homheni |
|  |                      |

|  | Hesperosaurus mjosi  |
|  |                      |
|  | Miragaia longicollum |
|  |                      |

|  | Stegosaurus stenops  |
|  |                      |
|  | Wuerhosaurus homheni |
|  |                      |

|  | Hesperosaurus mjosi  |
|  |                      |
|  | Miragaia longicollum |
|  |                      |

|  | Stegosaurus stenops  |
|  |                      |
|  | Wuerhosaurus homheni |
|  |                      |

|  | Hesperosaurus mjosi  |
|  |                      |
|  | Miragaia longicollum |
|  |                      |

|  | Stegosaurus stenops  |
|  |                      |
|  | Wuerhosaurus homheni |
|  |                      |

|  | Hesperosaurus mjosi  |
|  |                      |
|  | Miragaia longicollum |
|  |                      |

|  | Stegosaurus stenops  |
|  |                      |
|  | Wuerhosaurus homheni |
|  |                      |

|  | Hesperosaurus mjosi  |
|  |                      |
|  | Miragaia longicollum |
|  |                      |

|  | Stegosaurus stenops  |
|  |                      |
|  | Wuerhosaurus homheni |
|  |                      |

|  | Hesperosaurus mjosi  |
|  |                      |
|  | Miragaia longicollum |
|  |                      |

|  | Stegosaurus stenops  |
|  |                      |
|  | Wuerhosaurus homheni |
|  |                      |

|  | Hesperosaurus mjosi  |
|  |                      |
|  | Miragaia longicollum |
|  |                      |

|  | Stegosaurus stenops  |
|  |                      |
|  | Wuerhosaurus homheni |
|  |                      |

|  | Hesperosaurus mjosi  |
|  |                      |
|  | Miragaia longicollum |
|  |                      |

|  | Stegosaurus stenops  |
|  |                      |
|  | Wuerhosaurus homheni |
|  |                      |

|  | Hesperosaurus mjosi  |
|  |                      |
|  | Miragaia longicollum |
|  |                      |

|  | Stegosaurus stenops  |
|  |                      |
|  | Wuerhosaurus homheni |
|  |                      |

|  | Hesperosaurus mjosi  |
|  |                      |
|  | Miragaia longicollum |
|  |                      |

|  | Stegosaurus stenops  |
|  |                      |
|  | Wuerhosaurus homheni |
|  |                      |

|  | Hesperosaurus mjosi  |
|  |                      |
|  | Miragaia longicollum |
|  |                      |

|  | Stegosaurus stenops  |
|  |                      |
|  | Wuerhosaurus homheni |
|  |                      |

|  | Hesperosaurus mjosi  |
|  |                      |
|  | Miragaia longicollum |
|  |                      |

|  | Stegosaurus stenops  |
|  |                      |
|  | Wuerhosaurus homheni |
|  |                      |

|  | Hesperosaurus mjosi  |
|  |                      |
|  | Miragaia longicollum |
|  |                      |

|  | Stegosaurus stenops  |
|  |                      |
|  | Wuerhosaurus homheni |
|  |                      |

|  | Hesperosaurus mjosi  |
|  |                      |
|  | Miragaia longicollum |
|  |                      |

|  | Stegosaurus stenops  |
|  |                      |
|  | Wuerhosaurus homheni |
|  |                      |

|  | Hesperosaurus mjosi  |
|  |                      |
|  | Miragaia longicollum |
|  |                      |

|  | Stegosaurus stenops  |
|  |                      |
|  | Wuerhosaurus homheni |
|  |                      |

|  | Hesperosaurus mjosi  |
|  |                      |
|  | Miragaia longicollum |
|  |                      |

|  | Stegosaurus stenops  |
|  |                      |
|  | Wuerhosaurus homheni |
|  |                      |

|  | Huayangosaurus taibaii         |
|  |                                |
|  | Chungkingosaurus jiangbeiensis |
|  |                                |

|  | Tuojiangosaurus multispinus |
|  |                             |
|  | Paranthodon africanus       |
|  |                             |

|  | Huayangosaurus taibaii         |
|  |                                |
|  | Chungkingosaurus jiangbeiensis |
|  |                                |

|  | Tuojiangosaurus multispinus |
|  |                             |
|  | Paranthodon africanus       |
|  |                             |

|  | Hesperosaurus mjosi  |
|  |                      |
|  | Miragaia longicollum |
|  |                      |

|  | Stegosaurus stenops  |
|  |                      |
|  | Wuerhosaurus homheni |
|  |                      |

|  | Hesperosaurus mjosi  |
|  |                      |
|  | Miragaia longicollum |
|  |                      |

|  | Stegosaurus stenops  |
|  |                      |
|  | Wuerhosaurus homheni |
|  |                      |

|  | Hesperosaurus mjosi  |
|  |                      |
|  | Miragaia longicollum |
|  |                      |

|  | Stegosaurus stenops  |
|  |                      |
|  | Wuerhosaurus homheni |
|  |                      |

|  | Hesperosaurus mjosi  |
|  |                      |
|  | Miragaia longicollum |
|  |                      |

|  | Stegosaurus stenops  |
|  |                      |
|  | Wuerhosaurus homheni |
|  |                      |

|  | Hesperosaurus mjosi  |
|  |                      |
|  | Miragaia longicollum |
|  |                      |

|  | Stegosaurus stenops  |
|  |                      |
|  | Wuerhosaurus homheni |
|  |                      |

|  | Hesperosaurus mjosi  |
|  |                      |
|  | Miragaia longicollum |
|  |                      |

|  | Stegosaurus stenops  |
|  |                      |
|  | Wuerhosaurus homheni |
|  |                      |

|  | Hesperosaurus mjosi  |
|  |                      |
|  | Miragaia longicollum |
|  |                      |

|  | Stegosaurus stenops  |
|  |                      |
|  | Wuerhosaurus homheni |
|  |                      |

|  | Hesperosaurus mjosi  |
|  |                      |
|  | Miragaia longicollum |
|  |                      |

|  | Stegosaurus stenops  |
|  |                      |
|  | Wuerhosaurus homheni |
|  |                      |

|  | Hesperosaurus mjosi  |
|  |                      |
|  | Miragaia longicollum |
|  |                      |

|  | Stegosaurus stenops  |
|  |                      |
|  | Wuerhosaurus homheni |
|  |                      |

|  | Hesperosaurus mjosi  |
|  |                      |
|  | Miragaia longicollum |
|  |                      |

|  | Stegosaurus stenops  |
|  |                      |
|  | Wuerhosaurus homheni |
|  |                      |

|  | Hesperosaurus mjosi  |
|  |                      |
|  | Miragaia longicollum |
|  |                      |

|  | Stegosaurus stenops  |
|  |                      |
|  | Wuerhosaurus homheni |
|  |                      |

|  | Hesperosaurus mjosi  |
|  |                      |
|  | Miragaia longicollum |
|  |                      |

|  | Stegosaurus stenops  |
|  |                      |
|  | Wuerhosaurus homheni |
|  |                      |

|  | Hesperosaurus mjosi  |
|  |                      |
|  | Miragaia longicollum |
|  |                      |

|  | Stegosaurus stenops  |
|  |                      |
|  | Wuerhosaurus homheni |
|  |                      |

|  | Hesperosaurus mjosi  |
|  |                      |
|  | Miragaia longicollum |
|  |                      |

|  | Stegosaurus stenops  |
|  |                      |
|  | Wuerhosaurus homheni |
|  |                      |

|  | Hesperosaurus mjosi  |
|  |                      |
|  | Miragaia longicollum |
|  |                      |

|  | Stegosaurus stenops  |
|  |                      |
|  | Wuerhosaurus homheni |
|  |                      |

|  | Hesperosaurus mjosi  |
|  |                      |
|  | Miragaia longicollum |
|  |                      |

|  | Stegosaurus stenops  |
|  |                      |
|  | Wuerhosaurus homheni |
|  |                      |

|  | Hesperosaurus mjosi  |
|  |                      |
|  | Miragaia longicollum |
|  |                      |

|  | Stegosaurus stenops  |
|  |                      |
|  | Wuerhosaurus homheni |
|  |                      |

|  | Hesperosaurus mjosi  |
|  |                      |
|  | Miragaia longicollum |
|  |                      |

|  | Stegosaurus stenops  |
|  |                      |
|  | Wuerhosaurus homheni |
|  |                      |

|  | Hesperosaurus mjosi  |
|  |                      |
|  | Miragaia longicollum |
|  |                      |

|  | Stegosaurus stenops  |
|  |                      |
|  | Wuerhosaurus homheni |
|  |                      |

|  | Hesperosaurus mjosi  |
|  |                      |
|  | Miragaia longicollum |
|  |                      |

|  | Stegosaurus stenops  |
|  |                      |
|  | Wuerhosaurus homheni |
|  |                      |

|  | Hesperosaurus mjosi  |
|  |                      |
|  | Miragaia longicollum |
|  |                      |

|  | Stegosaurus stenops  |
|  |                      |
|  | Wuerhosaurus homheni |
|  |                      |

|  | Hesperosaurus mjosi  |
|  |                      |
|  | Miragaia longicollum |
|  |                      |

|  | Stegosaurus stenops  |
|  |                      |
|  | Wuerhosaurus homheni |
|  |                      |

|  | Hesperosaurus mjosi  |
|  |                      |
|  | Miragaia longicollum |
|  |                      |

|  | Stegosaurus stenops  |
|  |                      |
|  | Wuerhosaurus homheni |
|  |                      |

|  | Hesperosaurus mjosi  |
|  |                      |
|  | Miragaia longicollum |
|  |                      |

|  | Stegosaurus stenops  |
|  |                      |
|  | Wuerhosaurus homheni |
|  |                      |

|  | Hesperosaurus mjosi  |
|  |                      |
|  | Miragaia longicollum |
|  |                      |

|  | Stegosaurus stenops  |
|  |                      |
|  | Wuerhosaurus homheni |
|  |                      |

|  | Hesperosaurus mjosi  |
|  |                      |
|  | Miragaia longicollum |
|  |                      |

|  | Stegosaurus stenops  |
|  |                      |
|  | Wuerhosaurus homheni |
|  |                      |

|  | Hesperosaurus mjosi  |
|  |                      |
|  | Miragaia longicollum |
|  |                      |

|  | Stegosaurus stenops  |
|  |                      |
|  | Wuerhosaurus homheni |
|  |                      |

|  | Hesperosaurus mjosi  |
|  |                      |
|  | Miragaia longicollum |
|  |                      |

|  | Stegosaurus stenops  |
|  |                      |
|  | Wuerhosaurus homheni |
|  |                      |

|  | Hesperosaurus mjosi  |
|  |                      |
|  | Miragaia longicollum |
|  |                      |

|  | Stegosaurus stenops  |
|  |                      |
|  | Wuerhosaurus homheni |
|  |                      |

|  | Hesperosaurus mjosi  |
|  |                      |
|  | Miragaia longicollum |
|  |                      |

|  | Stegosaurus stenops  |
|  |                      |
|  | Wuerhosaurus homheni |
|  |                      |

|  | Hesperosaurus mjosi  |
|  |                      |
|  | Miragaia longicollum |
|  |                      |

|  | Stegosaurus stenops  |
|  |                      |
|  | Wuerhosaurus homheni |
|  |                      |

|  | Hesperosaurus mjosi  |
|  |                      |
|  | Miragaia longicollum |
|  |                      |

|  | Stegosaurus stenops  |
|  |                      |
|  | Wuerhosaurus homheni |
|  |                      |

|  | Hesperosaurus mjosi  |
|  |                      |
|  | Miragaia longicollum |
|  |                      |

|  | Stegosaurus stenops  |
|  |                      |
|  | Wuerhosaurus homheni |
|  |                      |

|  | Hesperosaurus mjosi  |
|  |                      |
|  | Miragaia longicollum |
|  |                      |

|  | Stegosaurus stenops  |
|  |                      |
|  | Wuerhosaurus homheni |
|  |                      |

|  | Hesperosaurus mjosi  |
|  |                      |
|  | Miragaia longicollum |
|  |                      |

|  | Stegosaurus stenops  |
|  |                      |
|  | Wuerhosaurus homheni |
|  |                      |

|  | Hesperosaurus mjosi  |
|  |                      |
|  | Miragaia longicollum |
|  |                      |

|  | Stegosaurus stenops  |
|  |                      |
|  | Wuerhosaurus homheni |
|  |                      |

|  | Hesperosaurus mjosi  |
|  |                      |
|  | Miragaia longicollum |
|  |                      |

|  | Stegosaurus stenops  |
|  |                      |
|  | Wuerhosaurus homheni |
|  |                      |

|  | Hesperosaurus mjosi  |
|  |                      |
|  | Miragaia longicollum |
|  |                      |

|  | Stegosaurus stenops  |
|  |                      |
|  | Wuerhosaurus homheni |
|  |                      |

|  | Hesperosaurus mjosi  |
|  |                      |
|  | Miragaia longicollum |
|  |                      |

|  | Stegosaurus stenops  |
|  |                      |
|  | Wuerhosaurus homheni |
|  |                      |

|  | Hesperosaurus mjosi  |
|  |                      |
|  | Miragaia longicollum |
|  |                      |

|  | Stegosaurus stenops  |
|  |                      |
|  | Wuerhosaurus homheni |
|  |                      |

|  | Hesperosaurus mjosi  |
|  |                      |
|  | Miragaia longicollum |
|  |                      |

|  | Stegosaurus stenops  |
|  |                      |
|  | Wuerhosaurus homheni |
|  |                      |

|  | Hesperosaurus mjosi  |
|  |                      |
|  | Miragaia longicollum |
|  |                      |

|  | Stegosaurus stenops  |
|  |                      |
|  | Wuerhosaurus homheni |
|  |                      |

|  | Hesperosaurus mjosi  |
|  |                      |
|  | Miragaia longicollum |
|  |                      |

|  | Stegosaurus stenops  |
|  |                      |
|  | Wuerhosaurus homheni |
|  |                      |

|  | Hesperosaurus mjosi  |
|  |                      |
|  | Miragaia longicollum |
|  |                      |

|  | Stegosaurus stenops  |
|  |                      |
|  | Wuerhosaurus homheni |
|  |                      |

|  | Hesperosaurus mjosi  |
|  |                      |
|  | Miragaia longicollum |
|  |                      |

|  | Stegosaurus stenops  |
|  |                      |
|  | Wuerhosaurus homheni |
|  |                      |

|  | Hesperosaurus mjosi  |
|  |                      |
|  | Miragaia longicollum |
|  |                      |

|  | Stegosaurus stenops  |
|  |                      |
|  | Wuerhosaurus homheni |
|  |                      |

|  | Hesperosaurus mjosi  |
|  |                      |
|  | Miragaia longicollum |
|  |                      |

|  | Stegosaurus stenops  |
|  |                      |
|  | Wuerhosaurus homheni |
|  |                      |

|  | Hesperosaurus mjosi  |
|  |                      |
|  | Miragaia longicollum |
|  |                      |

|  | Stegosaurus stenops  |
|  |                      |
|  | Wuerhosaurus homheni |
|  |                      |

|  | Hesperosaurus mjosi  |
|  |                      |
|  | Miragaia longicollum |
|  |                      |

|  | Stegosaurus stenops  |
|  |                      |
|  | Wuerhosaurus homheni |
|  |                      |

|  | Hesperosaurus mjosi  |
|  |                      |
|  | Miragaia longicollum |
|  |                      |

|  | Stegosaurus stenops  |
|  |                      |
|  | Wuerhosaurus homheni |
|  |                      |

|  | Hesperosaurus mjosi  |
|  |                      |
|  | Miragaia longicollum |
|  |                      |

|  | Stegosaurus stenops  |
|  |                      |
|  | Wuerhosaurus homheni |
|  |                      |

|  | Hesperosaurus mjosi  |
|  |                      |
|  | Miragaia longicollum |
|  |                      |

|  | Stegosaurus stenops  |
|  |                      |
|  | Wuerhosaurus homheni |
|  |                      |

|  | Hesperosaurus mjosi  |
|  |                      |
|  | Miragaia longicollum |
|  |                      |

|  | Stegosaurus stenops  |
|  |                      |
|  | Wuerhosaurus homheni |
|  |                      |

|  | Hesperosaurus mjosi  |
|  |                      |
|  | Miragaia longicollum |
|  |                      |

|  | Stegosaurus stenops  |
|  |                      |
|  | Wuerhosaurus homheni |
|  |                      |

|  | Hesperosaurus mjosi  |
|  |                      |
|  | Miragaia longicollum |
|  |                      |

|  | Stegosaurus stenops  |
|  |                      |
|  | Wuerhosaurus homheni |
|  |                      |

|  | Hesperosaurus mjosi  |
|  |                      |
|  | Miragaia longicollum |
|  |                      |

|  | Stegosaurus stenops  |
|  |                      |
|  | Wuerhosaurus homheni |
|  |                      |

|  | Hesperosaurus mjosi  |
|  |                      |
|  | Miragaia longicollum |
|  |                      |

|  | Stegosaurus stenops  |
|  |                      |
|  | Wuerhosaurus homheni |
|  |                      |

|  | Hesperosaurus mjosi  |
|  |                      |
|  | Miragaia longicollum |
|  |                      |

|  | Stegosaurus stenops  |
|  |                      |
|  | Wuerhosaurus homheni |
|  |                      |

|  | Hesperosaurus mjosi  |
|  |                      |
|  | Miragaia longicollum |
|  |                      |

|  | Stegosaurus stenops  |
|  |                      |
|  | Wuerhosaurus homheni |
|  |                      |

|  | Hesperosaurus mjosi  |
|  |                      |
|  | Miragaia longicollum |
|  |                      |

|  | Stegosaurus stenops  |
|  |                      |
|  | Wuerhosaurus homheni |
|  |                      |

|  | Hesperosaurus mjosi  |
|  |                      |
|  | Miragaia longicollum |
|  |                      |

|  | Stegosaurus stenops  |
|  |                      |
|  | Wuerhosaurus homheni |
|  |                      |

|  | Hesperosaurus mjosi  |
|  |                      |
|  | Miragaia longicollum |
|  |                      |

|  | Stegosaurus stenops  |
|  |                      |
|  | Wuerhosaurus homheni |
|  |                      |

|  | Hesperosaurus mjosi  |
|  |                      |
|  | Miragaia longicollum |
|  |                      |

|  | Stegosaurus stenops  |
|  |                      |
|  | Wuerhosaurus homheni |
|  |                      |

|  | Hesperosaurus mjosi  |
|  |                      |
|  | Miragaia longicollum |
|  |                      |

|  | Stegosaurus stenops  |
|  |                      |
|  | Wuerhosaurus homheni |
|  |                      |

### Sinonimia conStegosaurus
Nel 2008, Maidment e colleghi proposero che Wuerhosaurus fosse un sinonimo junior di Stegosaurus, e che la specie tipo W. homheni dovesse essere rinominata Stegosaurus homheni, mentre la specie W. ordosensis sarebbe retrocessa a taxon dubbio. Tale sinonimia era dovuta alla somiglianza tra l'olotipo di W. homheni e gli esemplari di Stegosaurus, e per via della posizione filogenetica di entrambi. Wuerhosaurus era, infatti, classificato tra Stegosaurus e Hesperosaurus, quando quest'ultimo era considerato un'ulteriore specie di Stegosaurus, in età giovanile, per via del luogo del ritrovamento e per la sua anatomia. Dato che Wuerhosaurus era posizionato tra due possibili specie di Stegosaurus, Maidment et al. lo inclusero come un'ulteriore specie. La specie Wuerhosaurus ordosensis era considerata un nomen dubium poiché l'olotipo non poteva essere trovato nelle collezioni IVPP. La descrizione originale non menzionava alcun tratto diagnostico valido, e nessun'altra descrizione forniva caratteristiche uniche, quindi Maidment et al. considerarono il taxon non diagnostico. Questo parere è stato tuttavia contestato da Carpenter (2010). Carpenter mise in discussione le diagnosi e le caratteristiche utilizzate da Maidment et al., affermando che erano incoerenti e generalizzanti, aggiungendo che Wuerhosaurus homheni possedeva numerose caratteristiche tali da renderlo un genere valido. Come tale, Carpenter sosteneva la separazione sia di Hesperosaurus sia di Wuerhosaurus dal genere Stegosaurus, nonché la separazione delle diverse specie di Stegosaurus da S. armatus.

## Storia della scoperta

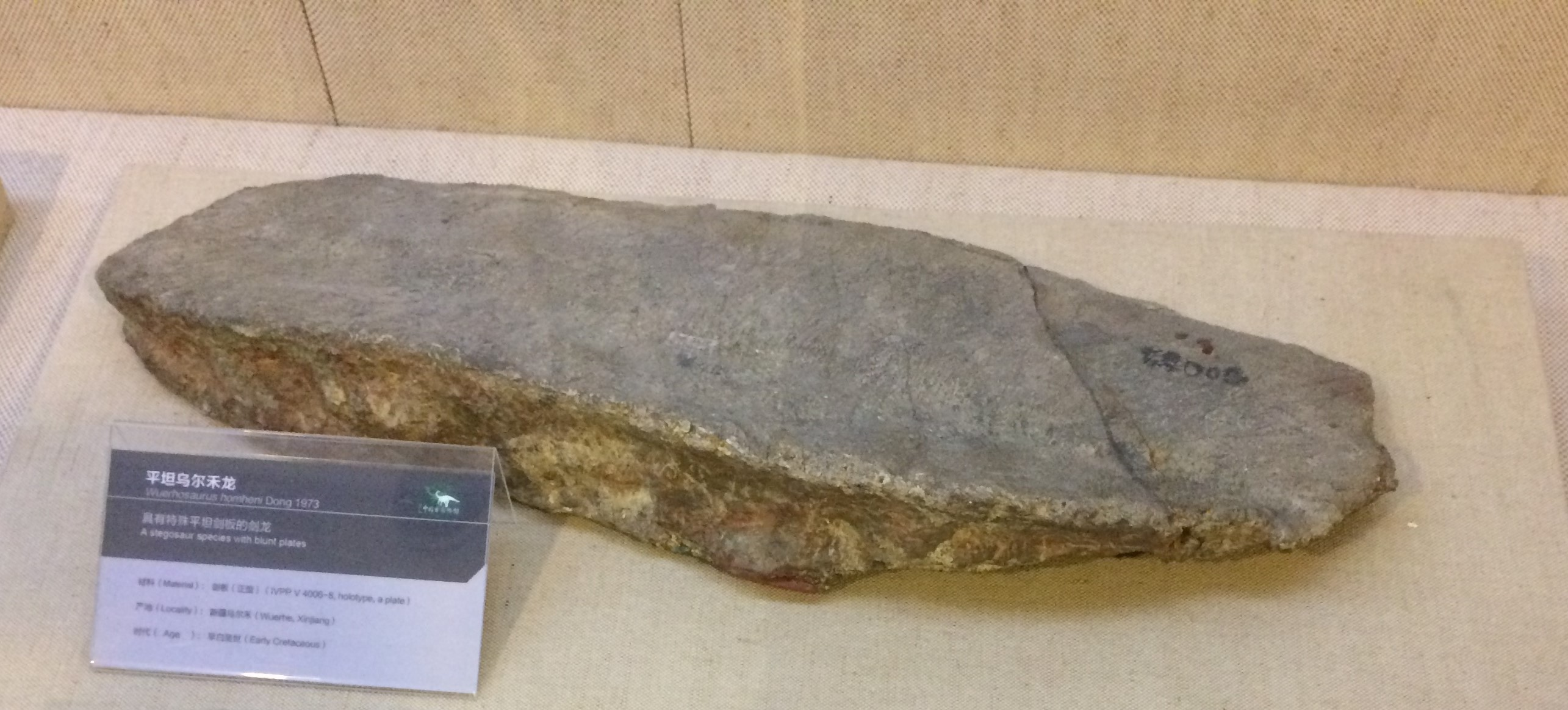
Placca di W. homheni, al Paleozoological Museum of China

Wuerhosaurus homheni è la specie tipo, descritta da Dong Zhiming nel 1973, sulla base di alcuni esemplari ritrovati nel Gruppo Tugulu nello Xinjiang, nella Cina occidentale. Il nome generico, Wuerhosaurus, deriva dalla città di Wuerho, nella cui valle sono stati rinvenuti tre siti che hanno riportato alla luce i fossili di un nuovo stegosauro: 64043-5, 64043 e 64045. I resti erano costituiti dall'olotipo, IVPP V.4006, costituito da uno scheletro frammentario senza teschio, e il paratipo IVPP V.4007. Il materiale olotipo include una pelvio e un osso sacro per lo più completi, le prime vertebre caudali, due vertebre dorsali, una scapulocoracoide, un omero e una falange, oltre a due placche dorsali rotte. Tre vertebre caudali posteriori e un'ulna parziale di un secondo individuo formano il paratipo, e Dong ha riferito un ischio parziale da una terza località a Wuerhosaurus.
Uno stegosauro più piccolo della Formazione Ejinhoro nel Bacino di Ordos nella Mongolia Interna, fu ritrovato nel 1988. Quando l'esemplare (IVPP V.6877) fu descritto da Dong nel 1993, fu chiamato W. ordosensis, per via dell'anatomia simile e per l'età della formazione simile a quella della specie W. homheni. L'olotipo della specie comprende un torso quasi completo, costituito da tre vertebre cervicali, tutte e undici le vertebre dorsali (con costole attaccate), un sacro completo con un ileo destro e le prime cinque vertebre caudali, tutte articolate. Un'ulteriore vertebra dorsale e una piastra dorsale sono state riferite al taxon quando è stato nominato. Nel 2014, Ulansky nominò una nuova specie di Wuerhosaurus, "W. mongoliensis" sulla base di alcune vertebre e del materiale pelvico, ma il nome è un nomen nudum. Nel 2018, questo materiale venne descritto formalmente come Mongolostegus.

## Paleobiologia
Wuerhosaurus era più basso rispetto alla maggior parte degli altri stegosauridi; gli scienziati ritengono che questo fosse un adattamento per nutrirsi di bassa vegetazione. È probabile che Wuerhosaurus, come altri stegosauridi, possedesse un thagomizer all'estremità della coda, come quello di Stegosaurus, armato di quattro punte ossee, utilizzate per l'autodifesa dall'animale. È stata rinvenuta una singola punta ossea, che è stata identificata da Dong come una punta da spalla, simile a quella ritrovata in Kentrosaurus.

## Paleoecologia
La specie tipo, W. homheni, è stata ritrovata nel gruppo Tugulu, mentre W. ordosensis è stato ritrovato nella Formazione Ejinhoro. L'età approssimativa in cui visse Wuerhosaurus è circa 130 milioni di anni fa, basata sulla datazione approssimativa della fauna Tsaganstabica, e quindi lo stegosauro avrebbe vissuto nell'Hauteriviano, che è grossomodo coevo con il gruppo Wealden, da cui è stato trovato altro materiale di stegosauri.